# Kevin García Martínez
Kevin Martín García Martínez dit Kevin est un footballeur espagnol, né le 8 septembre 1989 à Palma de Majorque en Espagne. Il évolue actuellement en Segunda División B (D3 espagnole) au Burgos CF comme arrière gauche.

## Palmarès
Néant